# 小金井市立南中学校
小金井市立南中学校（こがねいしりつ みなみちゅうがっこう）は、東京都小金井市貫井南町一丁目にある市立中学校。

## 沿革
- 1976年
  - 4月1日 - 開校
  - 9月1日 - 生徒会発足
  - 11月22日 - 開校記念式典
- 2017年
  - 制服・エンブレムを一新（創立40周年記念）

## 部活動

### 運動系
本校には7つの運動系部活動が存在する。外部での活動とは両立できない。
- 野球
- サッカー
  - 　活動日:月,火,水,金,土or日
  - 　活動内容:都大会出場を目指し日々のスキル向上に取り組む
  - 　部員数:22名
- 男子バスケットボール
- 女子バスケットボール
- ソフトボール
- バドミントン

### 文化系
本校には4つの文化系部活動が存在する。外部での活動とも両立できる。
- 吹奏楽[1]
  - 活動日: 月,火,水,木,金曜
  - 活動内容: 外部講師の指導の下での個人・パート・合奏練習
  - 部員数: 48名
- 国際理解
  - 活動日:木曜
  - 活動内容:SDGsについて関心を深め学校内外で行動に移す
  - 部員数:1学級程度
- 美術
- 料理[2]
  - 活動日: 火曜
  - 活動内容: 基本的な料理の調理
  - 部員数: 15名

## 委員会
※生徒会役員は立候補生で決め投票をして役員を決め、通年で仕事を行う。
　※委員会の人は前期後期があり、一期が終わるごとに委員会を決め直す。同じ委員会に入っても構わない。また、前期は三年生が委員長、副委員長、書紀を務める　　　　　　　　　が、後期は二年生がそれらの仕事を行うこととなる。
　※委員会は各委員会に各クラスから男女一人ずつ立候補する。
　※選挙管理委員会は各クラス男女問わずに一人が立候補とする。
　※尚、体育委員は体育係との兼用になる。
- 生徒会
- 中央委員会: 各委員会の委員長、学年委員、生徒会役員が集まる
- 一学年委員会
- 二学年委員会
- 三学年委員会
- 広報委員会
- 図書委員会
- 整美委員会
- 保健委員会
- 給食委員会
- 体育委員会
- 選挙管理委員会
- 合唱コンクール実行委員会

## 出身者
- 池田太（元プロサッカー選手、サッカー指導者）
- 茂木栄五郎（プロ野球選手、東北楽天ゴールデンイーグルス）